# Quinto Pomponio Rufo Marcelo
Quinto Pomponio Rufo Marcelo (en latín: Quintus Pomponius Rufus Marcellus) fue un senador romano que vivió a finales del siglo I y  principios del siglo II, y desarrolló su cursus honorum bajo los reinados de Trajano y Adriano. 

## Familia y orígenes
Originario de la Hispania Tarraconense, Marcelo probablemente era hijo de Gayo Pomponio Rufo Acilio, cónsul sufecto en el año en 98.

## Carrera política
A través de diplomas militares, está documentado que Marcelo fue cónsul sufecto en el año 121 junto con Marco Herennio Fausto.